# Philadelphia Museum of Art
Das Philadelphia Museum of Art ist ein Kunstmuseum in Philadelphia, USA.

## Lage und Umgebung
Das Museum befindet sich am westlichen Ende des Benjamin Franklin Parkway auf einer Anhöhe in Philadelphia’s Fairmount Park. Neben dem eigentlichen Museumsgebäude gehören weiterhin das benachbarte Rodin-Museum sowie die Fairmount Park Houses zum Museum.

## Geschichte
1876 fand die Weltausstellung (Centennial Exhibition) zur Erinnerung der 100-Jahr-Feier der USA in Philadelphia statt. Diese Ausstellung führte zur Idee der Museumsgründung im gleichen Jahr. Vorbild für das Museum war das Victoria and Albert Museum in London, welches ebenfalls aus einer Weltausstellung (1851) hervorgegangen war. Bereits am 10. Mai 1877 öffnete das Museum erstmals seine Türen. Der heutige Museumsbau wurde in Zusammenarbeit der Architektenbüros von Horace Trumbauer und Zantzinger, Borie and Medary ab 1919 im antiken Baustil als Dreiflügelanlage begonnen und in Teilbereichen 1928 fertiggestellt.
Im Mai 2021 fand nach 15 Jahren eine umfangreiche Umbaumaßnahme ihren Abschluss, deren Kosten sich auf 233 Millionen US-Dollar beliefen. Sie wurde durch den Architekten Frank Gehry vorgenommen und beinhaltete unter anderem den Abbau eines Auditoriums, die erstmalige Erschließung eines 200 Meter langen Ganges für die Öffentlichkeit, ein neues Treppenhaus und eine Umgestaltung des westlichen Eingangsbereiches. Insgesamt wurden mehr als 8300 Quadratmeter Ausstellungsfläche erneuert beziehungsweise erschlossen. Unter anderem entstand so die Daniel W. Dietrich II Gallery, die zeitgenössische Kunst zeigt.

## Sammlungen
Das Museum beherbergt eine der größten und bedeutendsten Sammlungen der USA. Bilder der europäischen Malerei fast aller Schulen sind genauso vertreten wie amerikanische Gemälde. Das Museum besitzt die größte Sammlung des in Philadelphia geborenen Malers Thomas Eakins. Skulpturen von der Antike bis zur Moderne werden neben Kunst des nahen und mittleren Ostens ausgestellt. Schwerpunkte sind ebenso die Abteilungen für asiatische Kunst, Kunsthandwerk, Kleidung und Textilien. Darüber hinaus gibt es eine fotografische Sammlung und die so genannten Period Rooms. Hier werden Original-Einrichtungen von Häusern aus Europa, Asien und Amerika gezeigt. Beispielsweise wurde ein Kreuzgang eines Klosters aus Frankreich im Museum aufgebaut. Das zum Museum gehörende Rodin-Museum besitzt nach dem Pariser Musée Rodin die zweitgrößte Sammlung des Künstlers. Im benachbarten Fairmont Park zeigen mehrere Häuser die amerikanische Wohnkultur des 18. und beginnenden 19. Jahrhunderts in einer Art Freilichtmuseum. Zahlreiche Wechselausstellungen ziehen jährlich ein großes Publikum an.

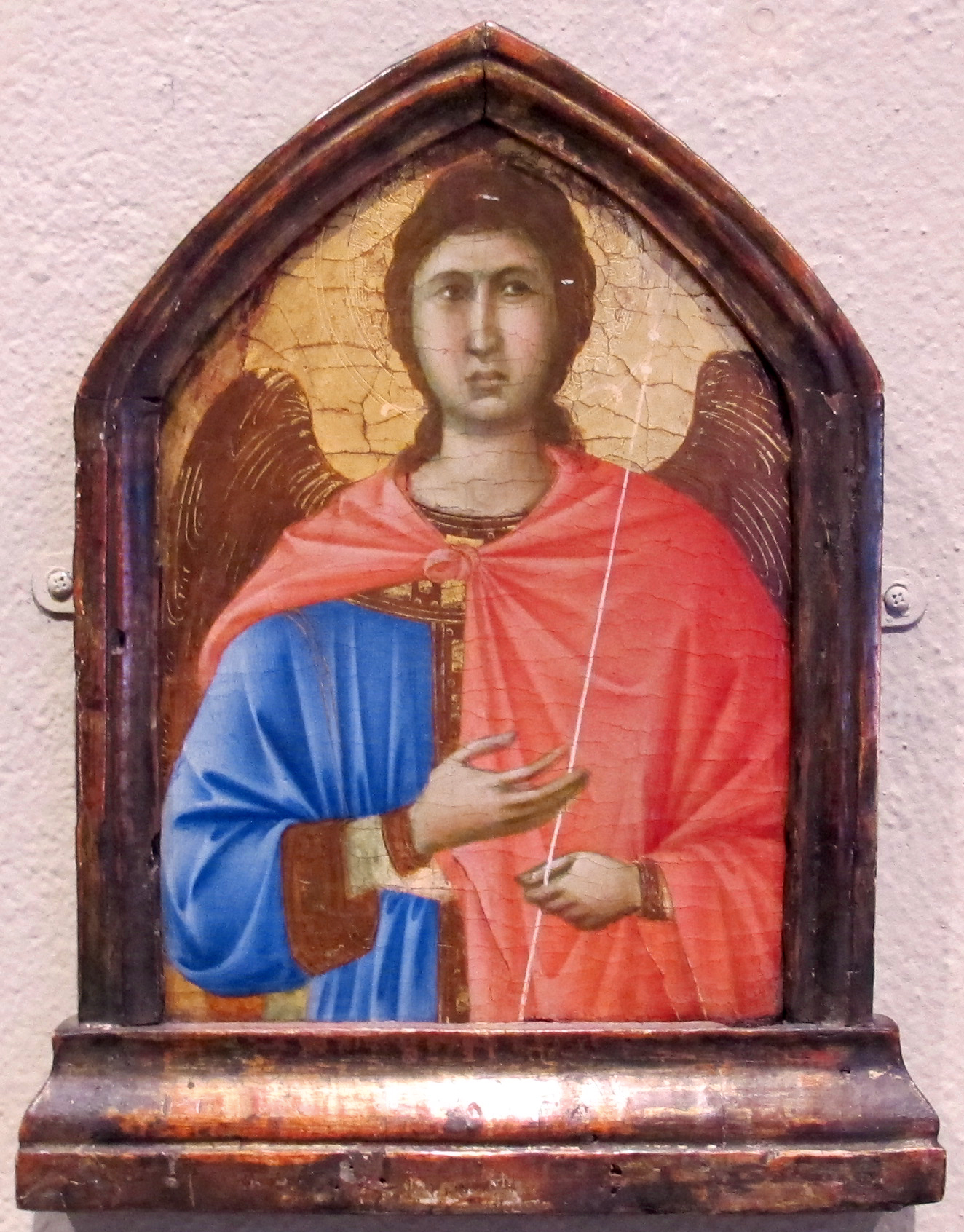
Duccio di Buoninsegna: Engel aus der Bekrönung der Maestà
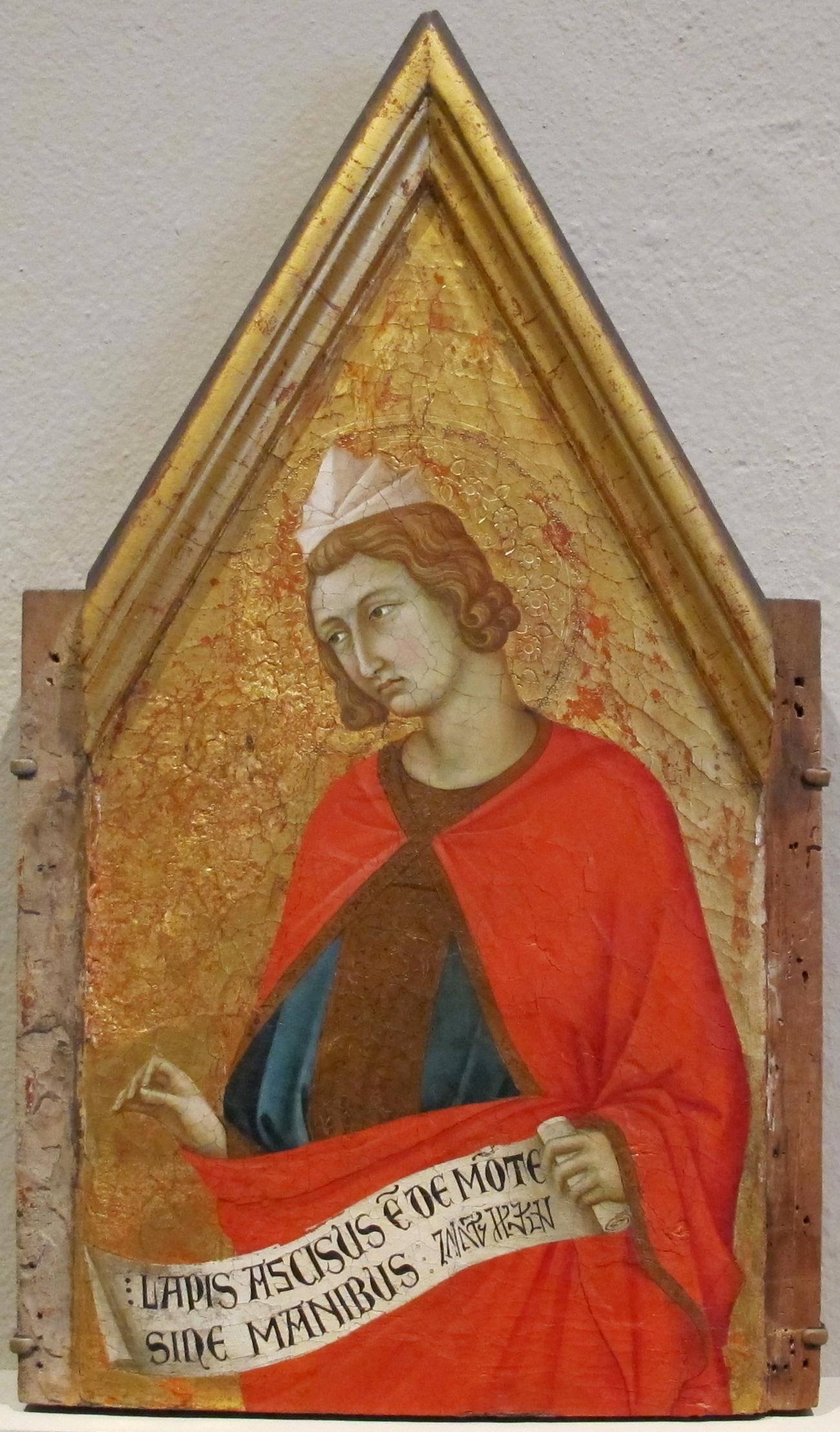
Ugolino di Nerio: Daniel vom ehemaligen Hochaltar von Santa Croce in Florenz
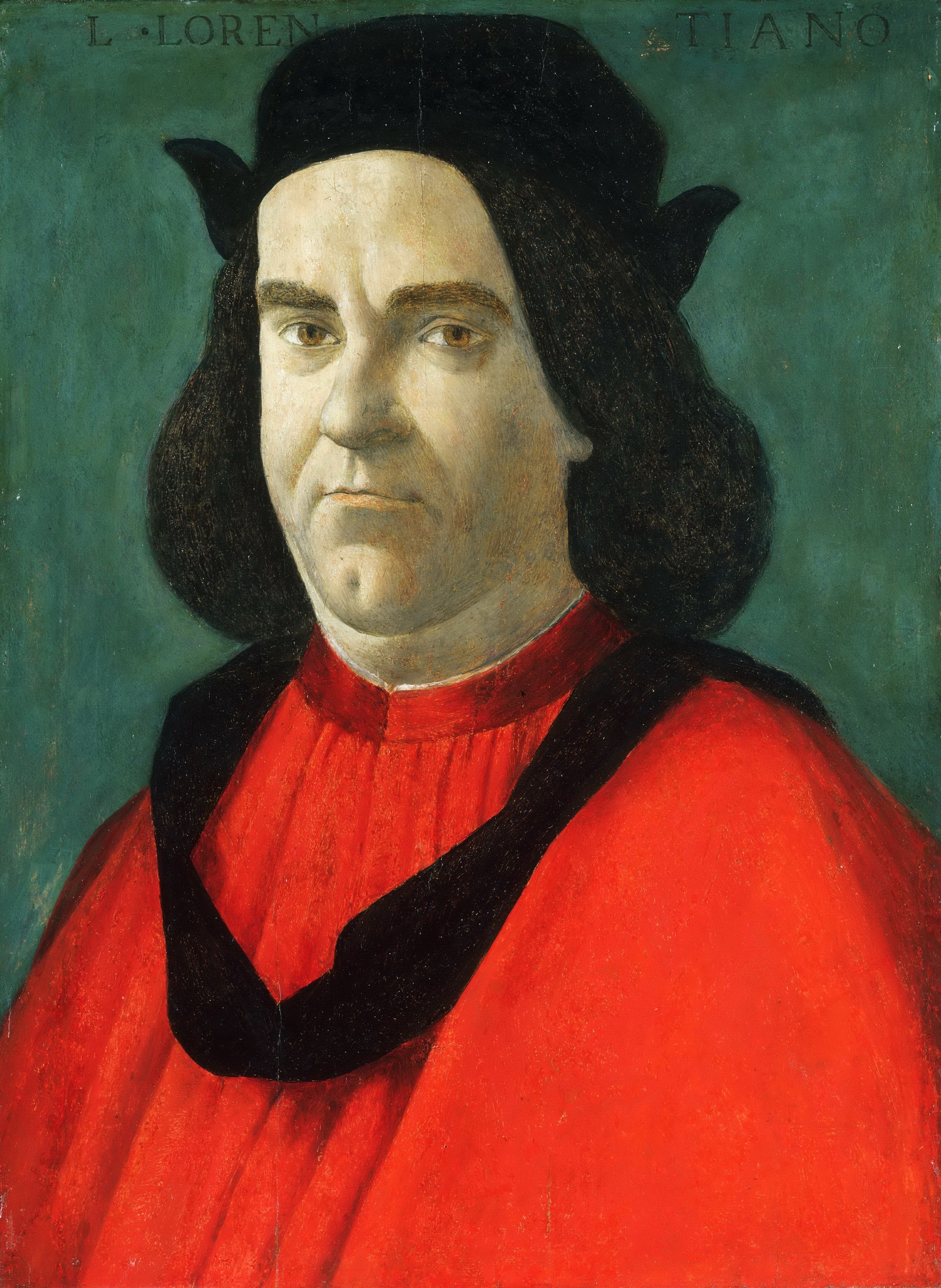
Sandro Botticelli: Lorenzo di Ser Piero Lorenzi
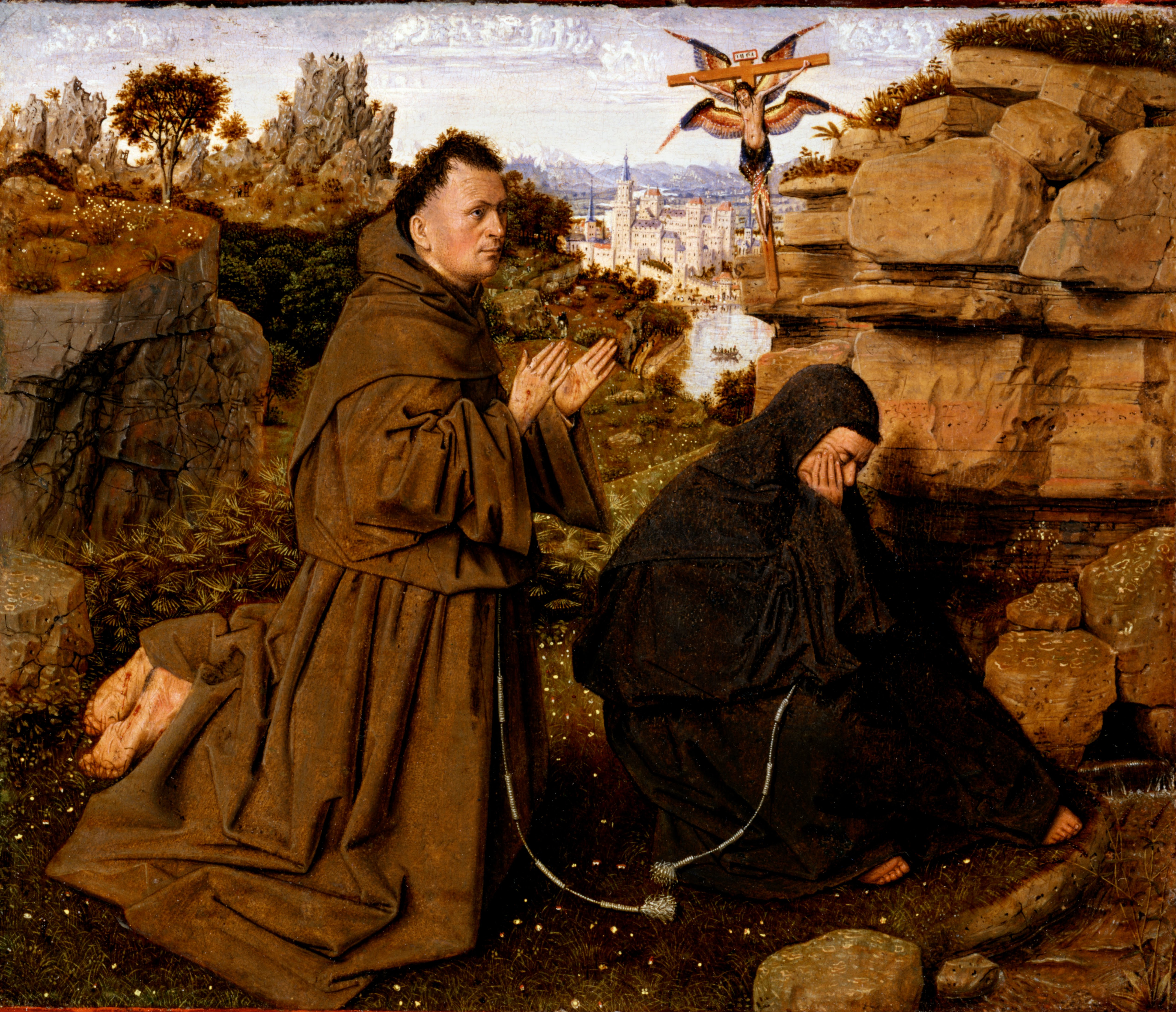
Jan van Eyck: Die Stigmatisation des Hl. Franziskus
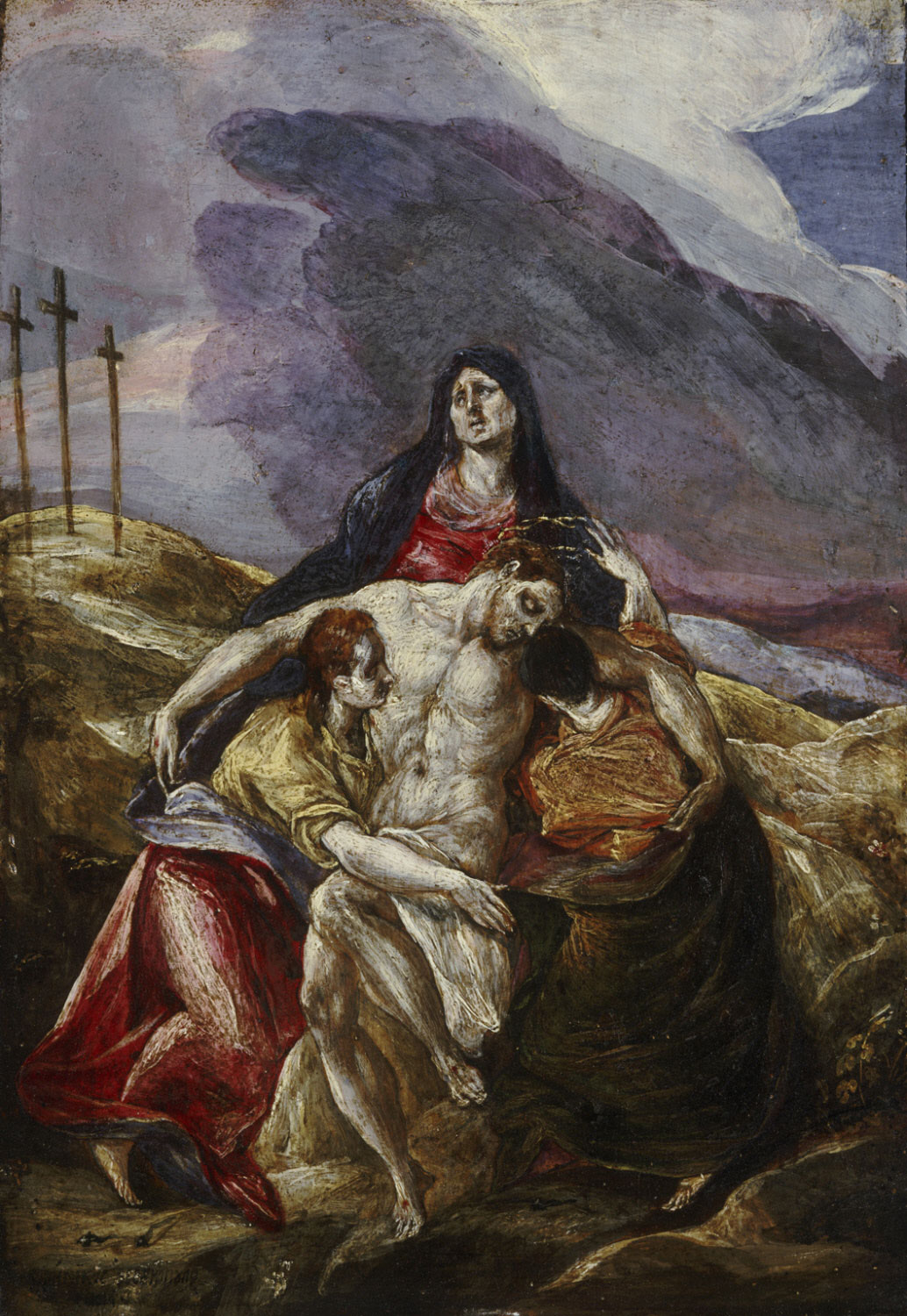
El Greco: Pieta
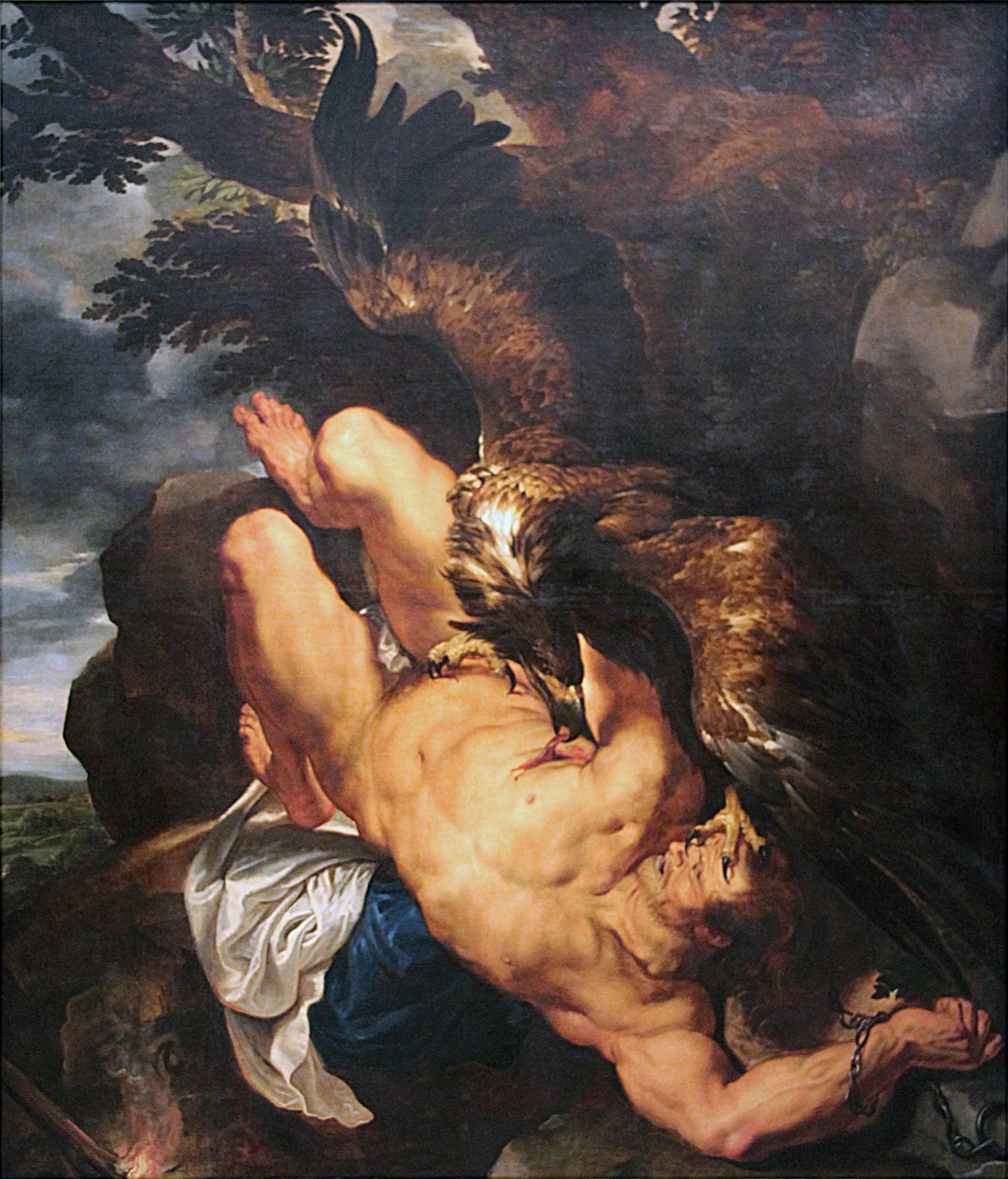
Peter Paul Rubens: Gefesselter Prometheus
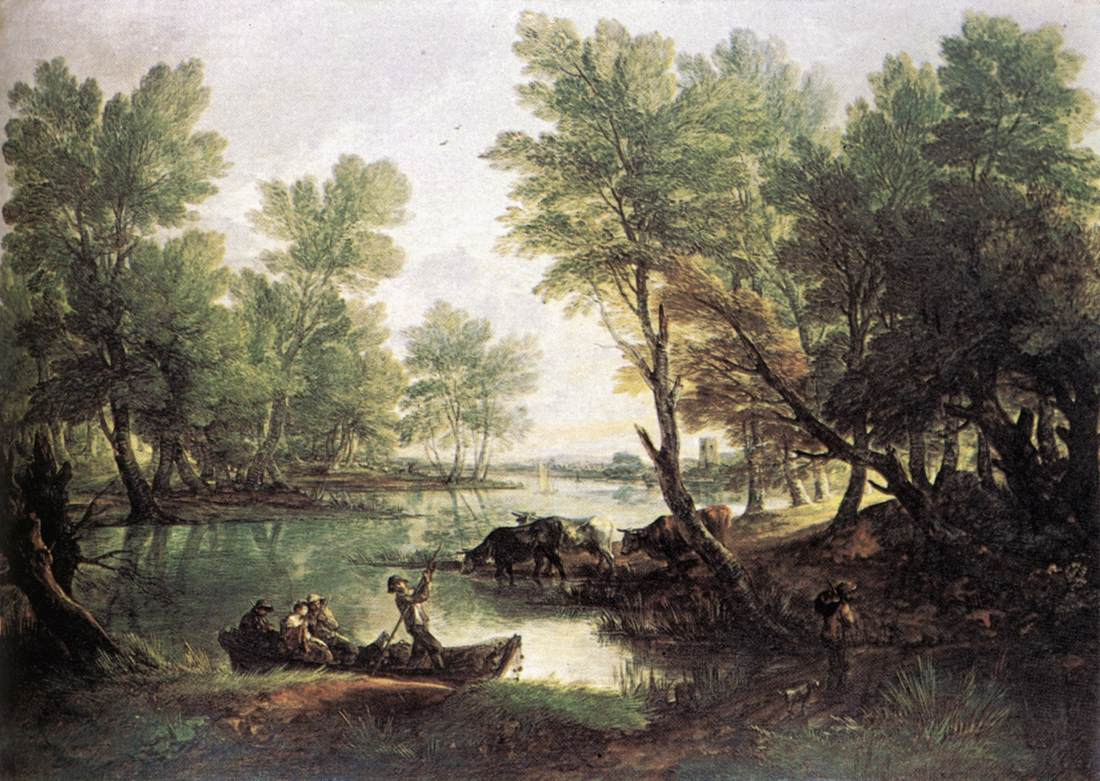
Thomas Gainsborough: Flusslandschaft
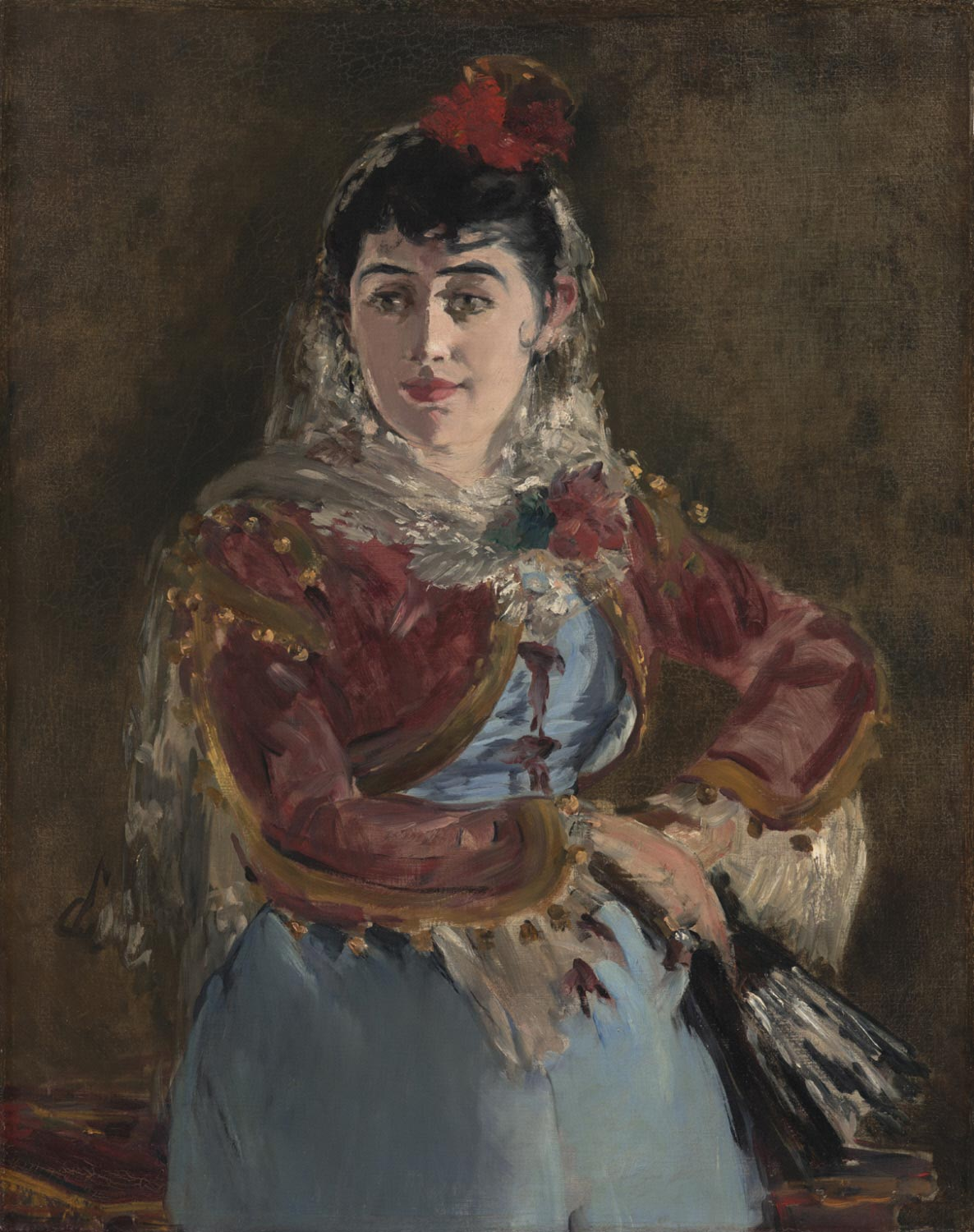
Edouard Manet: Émilie Ambre als Carmen
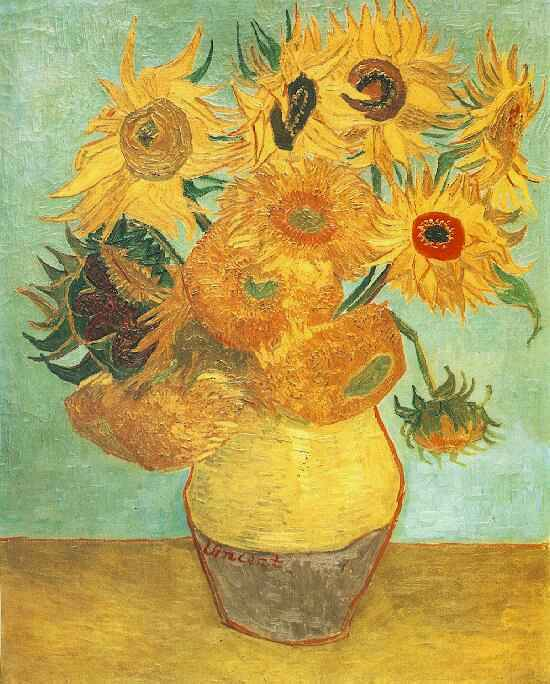
Vincent van Gogh: Zwölf Sonnenblumen
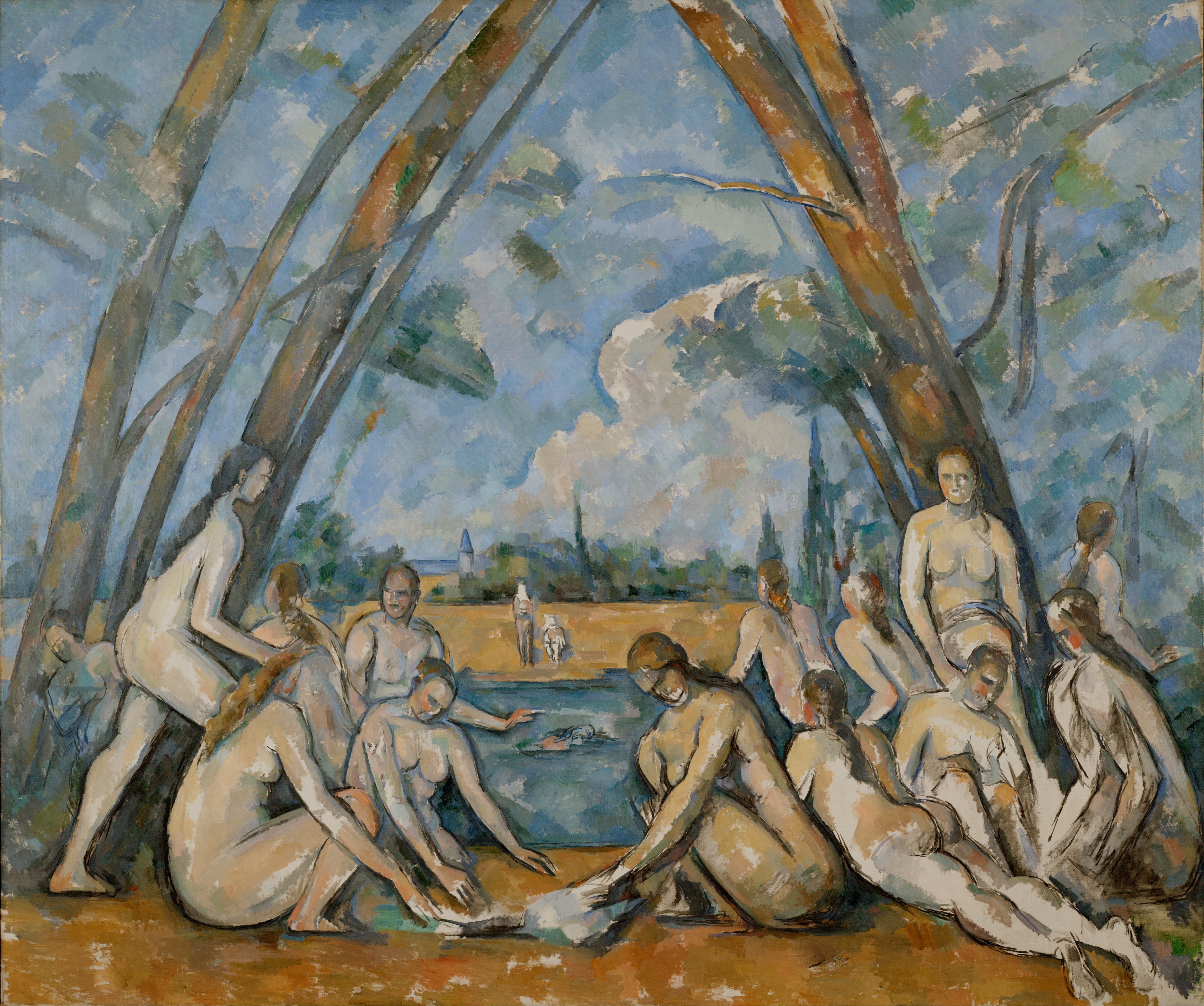
Paul Cézanne: Badende

## Sonstiges
Auf den Stufen der großen Freitreppe des Museums fand am 2. Juli 2005 mit einer Beteiligung von 1.000.000 Gästen eines der Live 8-Konzerte statt. Das Museumsgebäude diente für mehrere Kinofilme als Kulisse: Philadelphia, Mannequin und einige Rocky-Filme. Für viele Besucher Philadelphias und Fans der Rocky-Filme gilt es inzwischen als Ritual, ebenso wie Rocky die Stufen des Museums hochzurennen und zu jubeln.